# Ur-gar
Ur-gar – słabo znany władca sumeryjskiego miasta-państwa Lagasz, panujący pod koniec XXII w. p.n.e., zięć Ur-Baby. Zachowało się kilka jego inskrypcji wotywnych. 